# Wilhelm Kuhweide
Wilhelm Kuhweide (conocido como Willi Kuhweide; Berlín, 6 de enero de 1943) es un deportista alemán que compitió para la RFA en vela en las clases Finn, Star y Soling.
Participó en cinco Juegos Olímpicos de Verano entre los años 1964 y 1984, obteniendo dos medallas, oro en Tokio 1964 (Finn) y bronce en Múnich 1972 (Star). Ganó tres medallas en el Campeonato Mundial de Finn entre los años 1963 y 1967, y cinco medallas en el Campeonato Europeo de Finn entre los años 1960 y 1967.
Además, consiguió una medalla en el Campeonato Mundial de Star de 1972, una medalla en el Campeonato Europeo de Star de 1971 y tres medallas en el Campeonato Europeo de Soling entre los años 1974 y 1980.

## Palmarés internacional
| Representando al Equipo Alemán Unificado |                          |                   |       |
| Juegos Olímpicos                         |                          |                   |       |
| Año                                      | Lugar                    | Medalla           | Clase |
| 1964                                     | Tokio (Japón)            | Medalla de oro    | Finn  |
| Representando a la RFA                   |                          |                   |       |
| Campeonato Mundial                       |                          |                   |       |
| Año                                      | Lugar                    | Medalla           | Clase |
| 1963                                     | Medemblik (Países Bajos) | Medalla de oro    | Finn  |
| 1966                                     | La Baule (Francia)       | Medalla de oro    | Finn  |
| 1967                                     | Hanko (Finlandia)        | Medalla de oro    | Finn  |
| Campeonato Europeo                       |                          |                   |       |
| Año                                      | Lugar                    | Medalla           | Clase |
| 1960                                     | Ostende (Bélgica)        | Medalla de plata  | Finn  |
| 1961                                     | Warnemünde (RDA)         | Medalla de oro    | Finn  |
| 1964                                     | Copenhague (Dinamarca)   | Medalla de oro    | Finn  |
| 1965                                     | Cascaes (Portugal)       | Medalla de bronce | Finn  |
| 1967                                     | Nápoles (Italia)         | Medalla de plata  | Finn  |

| Representando a la RFA |                     |                   |       |
| Juegos Olímpicos       |                     |                   |       |
| Año                    | Lugar               | Medalla           | Clase |
| 1972                   | Múnich (RFA)        | Medalla de bronce | Star  |
| Campeonato Mundial     |                     |                   |       |
| Año                    | Lugar               | Medalla           | Clase |
| 1972                   | Caracas (Venezuela) | Medalla de oro    | Star  |
| Campeonato Europeo     |                     |                   |       |
| Año                    | Lugar               | Medalla           | Clase |
| 1971                   | Cascaes (Portugal)  | Medalla de bronce | Star  |

| Representando a la RFA |                      |                  |        |
| Campeonato Europeo     |                      |                  |        |
| Año                    | Lugar                | Medalla          | Clase  |
| 1974                   | Clyde (Reino Unido)  | Medalla de oro   | Soling |
| 1977                   | Atenas (Grecia)      | Medalla de plata | Soling |
| 1980                   | Helsinki (Finlandia) | Medalla de plata | Soling |